# Theodor Hildebrandt
Pour les articles homonymes, voir Hildebrandt.
Ferdinand Theodor Hildebrandt, né le 4 juillet 1804 à Stettin et décédé le 29 septembre 1874  à Düsseldorf est un peintre prussien.

## Biographie
Hildebrandt entre à l'académie des arts de Berlin de 1820 à 1826 où il étudie auprès de Johann Gottfried Niedlich puis Wilhelm von Schadow. Il réalise entre 1824 et 1826 le tableau du Roi Lear pleurant Cordélia en s'inspirant de son ami Ludwig Devrient en tant que modèle. En 1826, son maître Schadow est élu directeur de l’académie des beaux-arts de Düsseldorf ; en compagnie de ses meilleurs élèves (Hildebrandt, Julius Hübner, Carl Friedrich Lessing et Karl Ferdinand Sohn), il voyage aux Pays-Bas, en Belgique, en Italie, Saint-Pétersbourg, Anvers puis à Paris où il rencontre Paul Delaroche.
Nommé professeur adjoint à l’académie des beaux-arts de Düsseldorf en 1831, Hildebrandt est promu professeur de peinture en 1836. Il a notamment comme élève Ferdinand Theodor Dose. Il figure parmi les fondateurs du Malkasten en 1848.

## Œuvres
- Roi Lear pleurant Cordélia ;
- Les Brigrands, 1829 ;
- Le Guerrier et son enfant, 1832 ;
- Le Magistrat malade bénissant sa fillette, 1833 ;
- L'Assassinat des enfants d'Edouard, 1835 ;
- Le Prince Friedrich Wilhelm Ludwig de Prusse, 1836.